# Гургенідзе Важа Гівійович
Важа Гівійович Гургенідзе (1940, тепер Грузія — ?) — грузинський радянський державний діяч, секретар ЦК КП Грузії. Депутат Верховної ради Республіки Грузії (Грузинської РСР) 12-го скликання. Кандидат економічних наук, доцент.

## Життєпис
У 1963 році закінчив Тбіліський державний університет. З 1963 до 1966 року навчався в аспірантурі Тбіліського державного університету.
У 1966—1975 роках — старший викладач, доцент кафедри економіки промисловості та сільського господарства Тбіліського державного університету.
Член КПРС з 1968 року.
У 1970—1972 роках — в.о. завідувача кафедри економіки-організації Ель-Табінського металургійного університету (Арабська Республіка Єгипет).
У 1975—1983 роках — завідувач кафедри економіки та організації праці Тбіліського державного університету. Опублікував понад 45 наукових праць, у тому числі декілька підручників та монографій з проблем організації праці, трудових ресурсів та демографії.
У 1978—1979 роках — експерт Міжнародної організації праці ООН в Сирії, консультант з питань планування робочої сили в Державному плановому комітеті Сирійської Арабської Республіки.
З січня до серпня 1983 року керував групою Центру із вивчення, прогнозування і формування суспільної думки при ЦК КП Грузії.
У серпні 1983 — 1984 року — лектор відділу пропаганди та агітації ЦК КП Грузії.
У 1984—1988 роках — заступник завідувача відділу пропаганди та агітації ЦК КП Грузії.
У грудні 1988 — квітні 1989 року — 1-й заступник завідувача ідеологічного відділу ЦК КП Грузії.
У квітні 1989 — січні 1990 року — завідувач загального відділу ЦК КП Грузії.
31 січня 1990 — грудень 1990 року — секретар ЦК КП Грузії.
Подальша доля невідома.

## Родина
Одружений, троє дітей.